# Olschnitz-Lind
Lind ist eine Ortschaft in der Gemeinde Straßburg im Bezirk Sankt Veit an der Glan in Kärnten. Zur Unterscheidung von mehreren anderen Orten dieses Namens in Kärnten und da Lind bis vor wenigen Jahrzehnten als Teil der Ortschaft Olschnitz geführt wurde, trägt die Ortschaft offiziell den Namen Olschnitz-Lind. Die Ortschaft hat 14 Einwohner (Stand 1. Jänner 2024).

## Lage
Lind liegt etwa 3 km Luftlinie bzw. etwa 6 Straßenkilometer westnordwestlich des Gemeindehauptorts Straßburg-Stadt, nahe dem Ursprung des Olschnitzbachs, knapp 1 km nordnordwestlich des Weilers Olschnitz. 
Zur Ortschaft gehören die Höfe Oberlinder (Obere Lind-Hube, Nr. 1; unter dem Namen Madritschhof für Urlaub am Bauernhof beworben), Unterlinder (Untere Lind-Hube, Nr. 2) und ein Haus ohne Vulgonamen (Nr. 3).

## Geschichte

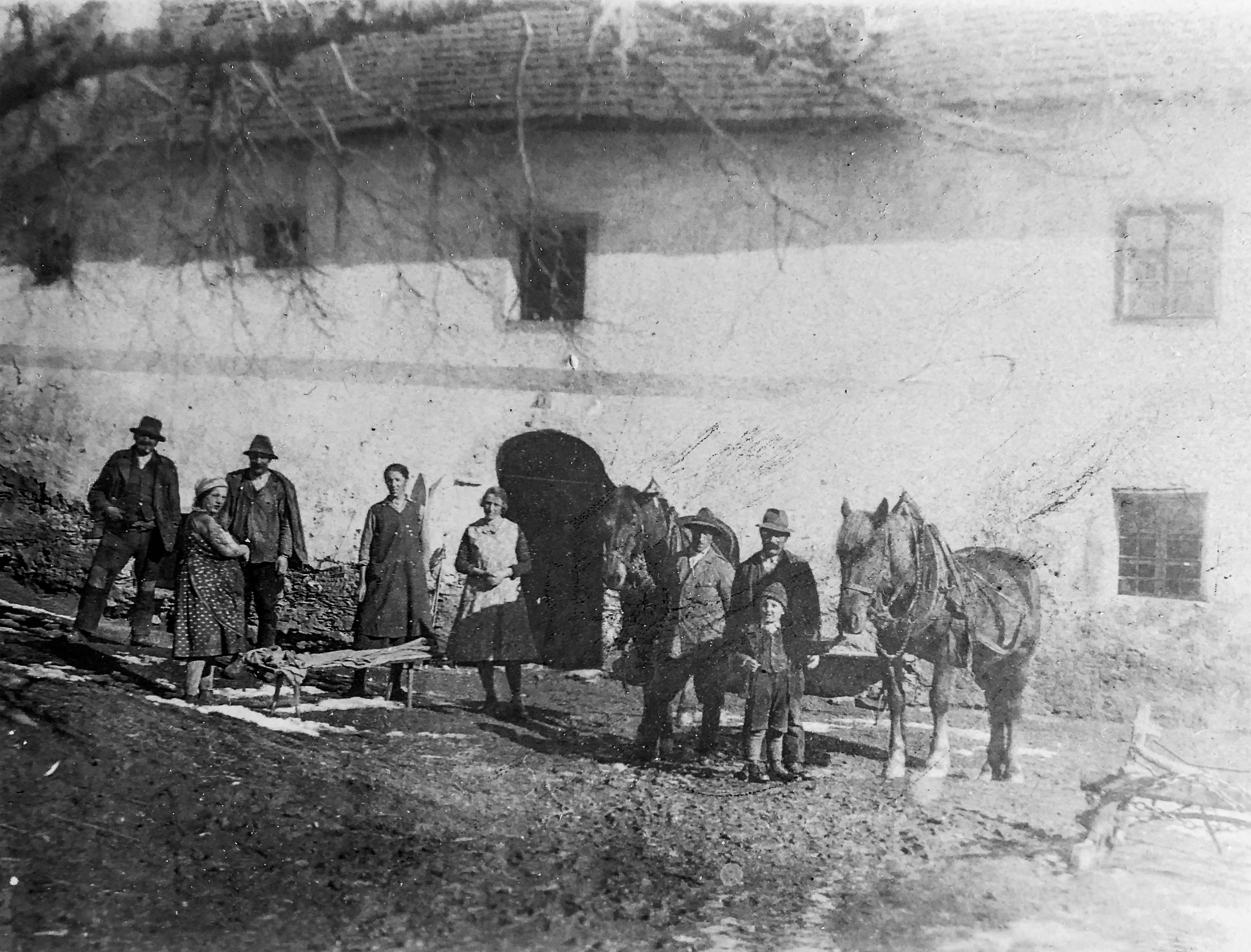
Obere Lind-Hube, um 1900?

Seit Gründung der Ortsgemeinden Mitte des 19. Jahrhunderts gehört Lind zur Gemeinde Straßburg. Zunächst wurde es als Ortschaftsbestandteil von Olschnitz geführt. Seit 1971 gilt Lind als eigene Ortschaft und trägt den Namen Olschnitz-Lind.

## Bevölkerungsentwicklung
Für Lind ermittelte man folgende Einwohnerzahlen:

### Als Ortschaftsbestandteil von Olschnitz
- 1880: 3 Häuser, 30 Einwohner[2]
- 1890:  2 Häuser, 22 Einwohner[3]
- 1900:  3 Häuser, 6 Einwohner[4]
- 1910: 3 Häuser, 24 Einwohner[5]
- 1923: 2 Häuser, 23 Einwohner[6]

### Seit 1971 als eigene Ortschaft
- 2001: 3 Gebäude (davon 3 mit Hauptwohnsitz) mit 4 Wohnungen; 16 Einwohner und 0 Nebenwohnsitzfälle; 4 Haushalte; 0 Arbeitsstätten, 2 land- und forstwirtschaftliche Betriebe[7]
- 2011: 3 Gebäude, 13 Einwohner, 4 Haushalte, 0 Arbeitsstätten[8]
- 2021: 3 Gebäude, 13 Einwohner, 4 Haushalte, 2 Arbeitsstätten[9]

## Persönlichkeiten
- Josef Mitterdorfer (1785–1838), Anwalt, Bezirkskommissär und Heimatforscher, wurde in Lind geboren und verbrachte hier seine ersten Lebensjahre[10]